# Municipio de Attica (Míchigan)
El municipio de Attica (en inglés: Attica Township) es un municipio ubicado en el condado de Lapeer en el estado estadounidense de Míchigan. En el año 2010 tenía una población de 4755 habitantes y una densidad poblacional de 50,68 personas por km².

## Geografía
El municipio de Attica se encuentra ubicado en las coordenadas 43°1′27″N 83°9′39″O / 43.02417, -83.16083. Según la Oficina del Censo de los Estados Unidos, el municipio tiene una superficie total de 93.82 km², de la cual 90,88 km² corresponden a tierra firme y (3,13 %) 2,93 km² es agua.

## Demografía
Según el censo de 2010, había 4755 personas residiendo en el municipio de Attica. La densidad de población era de 50,68 hab./km². De los 4755 habitantes, el municipio de Attica estaba compuesto por el 96,57 % blancos, el 0,23 % eran afroamericanos, el 0,32 % eran amerindios, el 0,15 % eran asiáticos, el 1,47 % eran de otras razas y el 1,26 % eran de una mezcla de razas. Del total de la población el 4,77 % eran hispanos o latinos de cualquier raza.